# Rafael Boban
Rafael „Ranko“ Boban (22. prosince 1907 – zmizel v roce 1945) byl chorvatský vojenský velitel, který sloužil v ustašovských silách a chorvatských ozbrojených silách během druhé světové války. Poté, co se zúčastnil velebitského povstání v roce 1932, vstoupil do královské italské armády a do Chorvatska se vrátil po invazi Osy do Jugoslávie v dubnu 1941. Na straně Ustašovců bojoval až do konce války, kdy se údajně vyhnul jugoslávským partyzánům a dosáhl rakouského města Bleiburg. Není známo co se s ním stalo poté. Říkalo se, že byl buď zabit v Podráví v roce 1945 nebo že zemřel v bojích na straně křižáků v Hercegovině v roce 1947, nebo méně pravděpodobně emigroval přes Argentinu do Spojených států, vstoupil do armády Spojených států a bojoval s komunistickými silami v korejské válce. V roce 1951 byl vůdcem ustašovců Ante Pavelićem jmenován chorvatským ministrem obrany v exilu.